# Tajemný hrad v Karpatech
Tajemný hrad v Karpatech (1892, Le château des Carpathes) je vědeckofantastický dobrodružný román francouzského spisovatele Julesa Verna z jeho cyklu Podivuhodné cesty (Les Voyages extraordinaires). Román, vycházející z motivů gotického románu, fantastických děl Němce Ernsta Theodora Amadea Hoffmanna a strašidelných povídek Angličana Sheridana Le Fanu, jakoby předjímal slavný horor Dracula anglického autora Brama Stokera, který vyšel až roku 1897.

## Obsah románu
Román se odehrává na tajemném polozříceném hradě v transylvánských Karpatech, opředeném strašidelnými pověstmi pověrčivého lidu z blízké karpatské vesnice Verst, který je přesvědčen, že na hrad se vrátil jeho pán Čort (ďábel). Z hradu totiž stoupá dým a v noci se v něm objevují tajemná světla. Lidé ale netuší, že tyto úkazy vytváří na příkaz nového majitele hradu barona Rudolfa Gortze jeho společník, geniální, ale zneuznaný (a proto zatrpklý) fyzik Orfanik, aby oba v klidu mohli provádět své pokusy a odradili obyvatele vesnice od návštěvy hradu. Orfanik tak například promítal obrazy příšer na oblaka, strašil vesničany zvukem sirén na stlačený vzduch a vstupní bránu hradu opatřil elektrickou ochranou. Na tu doplatil především všetečný lesník Nik Dek, když se s vesnickým doktorem Patakem pokusil proniknout na hrad. Křeč mu tak zkroutila prsty, že se nemohl elektricky nabitého kování brány pustit. Doktor Patak byl mezitím přichycen za cvočky v botách magnetickou deskou uloženou v zemi a nemohl se hnout z místa.
K dalším Orfanikovým vynálezům patřilo odposlouchávací zařízení, díky kterému mohl baron Gortz [gorc] slyšet rozhovory návštěvníků hostince U krále Matyáše ve Verstu, aniž by opustil pracovnu ve svém hradu. Stejným zařízením mohl Gortz návštěvníky hostince také oslovovat a zrazovat je před zkoumáním zříceniny.
Zmíněné události zaujaly krajem projíždějícího hraběte Franze Teleka, a to především proto, že se dozvěděl, že na cimbuří hradu se objevuje silueta zpívající operní pěvkyně. Šlo o zpěvačku Stillu, do které byli baron Gortz i hrabě Telek kdysi v Itálii zamilováni, a která tragicky zemřela na srdeční záchvat. Nyní je hrabě Telek přesvědčen, že Stilla nezemřela, ale byla baronem Gortzem unesena. Hraběti se podaří proniknout do hradu, ale tam ho baron Gortz uvězní. Gortz totiž Teleka zuřivě nenávidí, neboť ho viní ze Stilliny smrti. Chce hrad vyhodit i s Telekem do povětří a tak se pomstít.
Telek také ke svému zklamání zjistí, že Stillin obraz i zpěv je pouze jeden z Orfanikových vynálezů. Na příkaz barona Gortze, který byl fanatickým obdivovatelem Stillina hlasu, vyrobil Orfanik zařízení, jímž bylo možné promítat do prostoru trojrozměrný obraz zpěvačky a toto promítání doprovázet přehrávkou fonografického záznamu jejího zpěvu.
Přichází četníci, pro které Telek preventivně poslal svého sluhu, a ti zahájí palbu na prchajícího Gortze. Při tom Telekův sluha výstřelem baronovi roztříští hrací skříňku se Stilliným hlasem. Rozzuřený Gortz pak vyhodí hrad do povětří i sám se sebou. Všechna geniální Orfanikova zařízení jsou zničena, Telek a jeho sluha se však zachrání útěkem podzemní chodbou.

## Ilustrace
Knihu Tajemný hrad v Karpatech ilustroval Léon Benett

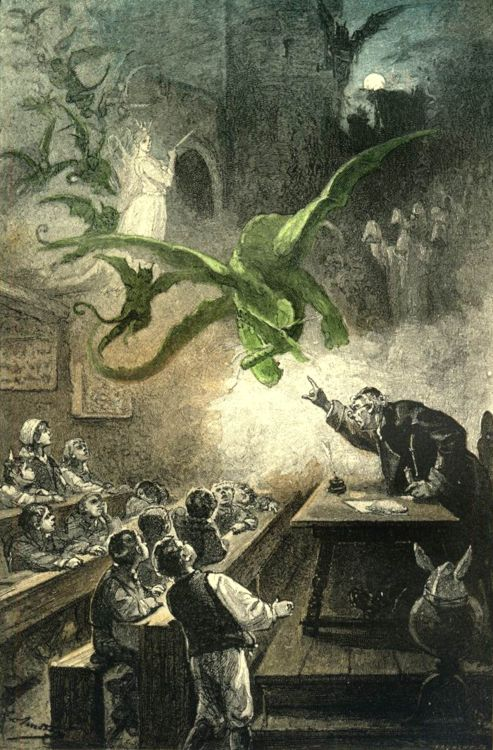
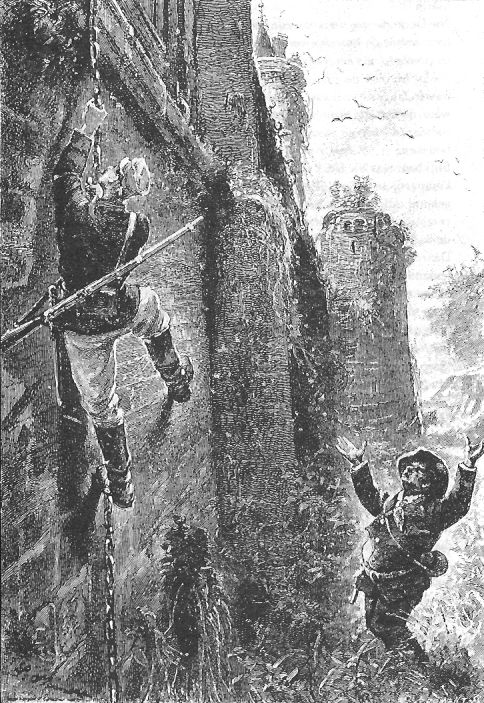
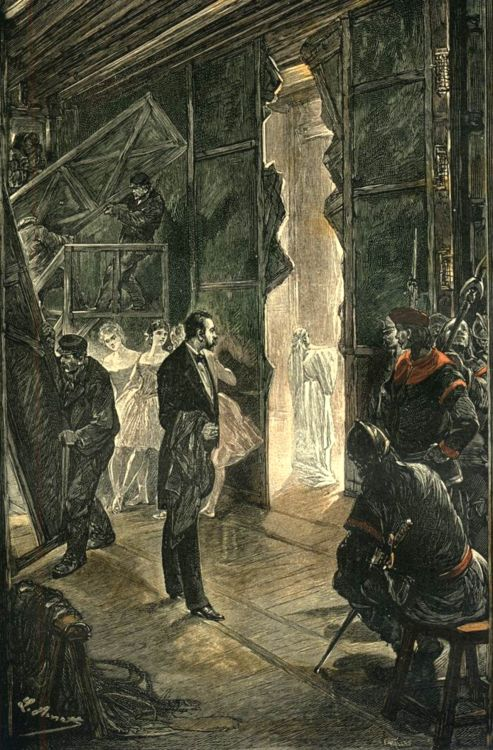
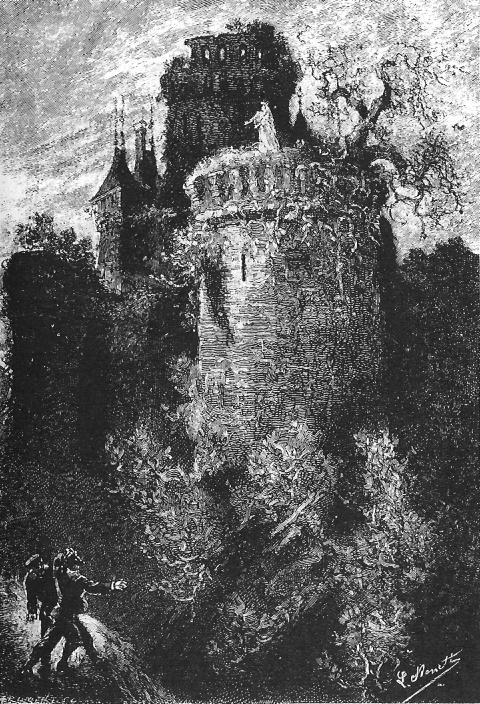
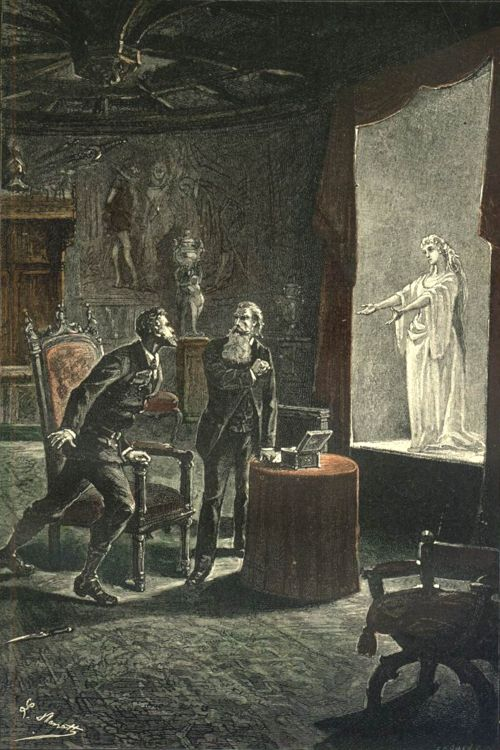

## Filmové adaptace
Podle knihy natočil roku 1981 český režisér Oldřich Lipský filmovou komedii Tajemství hradu v Karpatech.

## Česká vydání
- Tajemný hrad v Karpatech, Josef R. Vilímek, Praha 1893, přeložil František Serafínský Procházka, znovu 1912 a 1924.
- Hrad v Karpatech, Bedřich Kočí, Praha 1909, přeložila Pavla Moudrá, znovu Eduard Beaufort, Praha 1922. Dostupné online.
- Tajemný hrad v Karpatech, SNDK, Praha 1955, přeložil Václav Netušil, znovu Albatros, Praha 1979.
- Tajemný hrad v Karpatech, Návrat, Brno 1998, přeložil František Serafínský Procházka, znovu 2002.
- Tajemný hrad v Karpatech, Nakladatelství Josef Vybíral, Žalkovice 2012, přeložil František Serafínský Procházka, znovu 2025.
- Tajemný hrad v Karpatech, Omega, Praha 2015, přeložil František Serafínský Procházka.
- Tajemný hrad v Karpatech, Eurobook, Brno 2016, přeložil František Serafínský Procházka.